# مارك والترز (لاعب كرة قدم)
مارك والترز (بالإنجليزية: Mark Walters)‏ هو لاعب كرة قدم بريطاني في مركز الوسط، ولد في 2 يونيو 1964 في برمنغهام في المملكة المتحدة. شارك مع منتخب إنجلترا تحت 21 سنة لكرة القدم ومنتخب إنجلترا لكرة القدم الرديف ومنتخب إنجلترا لكرة القدم. أما مع النوادي، فقد لعب مع أستون فيلا وستوك سيتي وسويندون تاون ونادي بريستول روفيرز ونادي رينجرز ونادي ساوثهامبتون ونادي ليفربول ووولفرهامبتون واندررز.

## وصلات خارجية
- مارك والترز (لاعب كرة قدم) على موقع الاتحاد الأوربي (الإنجليزية)
- مارك والترز (لاعب كرة قدم) على موقع قاعدة بيانات كرة القدم.إي يو (الإنجليزية)
- مارك والترز (لاعب كرة قدم) على موقع ناشيونال فوتبول تيمز (الإنجليزية)
- مارك والترز (لاعب كرة قدم) على موقع Soccerbase.com (لاعب) (الإنجليزية)
- مارك والترز (لاعب كرة قدم) على موقع عالم كرة القدم.نت (الإنجليزية)